# Abruzzo
Abruzzo (nápolyiul: Abbrùzze, Abbrìzze vagy Abbrèzze) régió Dél-Olaszországban, Rómától keletre. Északi szomszédja Marche régió, nyugaton és délnyugaton Lazio, délkeleten Molise, keleten pedig az Adriai-tenger. Bár földrajzilag az „olasz csizma” közepén helyezkedik el, az olasz statisztikai hivatal (az ISTAT) Dél-Olaszország részének tekinti. Ez történelmi kapcsolatainak hagyatéka a 19. századi Két Szicília Királyságával.

## Földrajz
Abruzzo az Appennini-félsziget központi részén fekszik. Északon Marche, nyugaton Lazio, délen Campania és Molise régiók határolják, keleten pedig az Adriai-tenger (150 km hosszan). A domborzatának 65%-át hegyek, 34%-át dombvidékek alkotják, a fennmaradó 1%-ot pedig (elsősorban tengerparti) síkságok. A régió nyugati részét az Appenninek vonulatai foglalják el.
Az Abruzzói-Appennineket (vagy röviden Abruzzók) tagolt mészkőtömbök alkotják. A hegység kialakulásában főleg a törések játszottak nagy szerepet. A 2000 métert meghaladó, meredek falú, feltorlaszolt mészkőtönkök keleti sorozatának legmagasabb tagja a hatalmas Gran Sasso d’Italia, melynek legmagasabb csúcsa, a 2914 m magas Corno Grande, meredek sziklapiramis. A kiemelt mészkőtönkök között szélesebb, magas mészkőfennsíkok terjeszkednek. Felszínüket mocsarasodásra hajlamos, lefolyástalan karsztos mélyedések és tágasabb poljék tagolják. Az Abruzzói-Appenninek három fő vonulatra tagolódik: Catena Occidentale (Gran Sasso d’Italia, Monti della Laga, Majella), Catena Centrale (Monte Terminillo, Monte Calvo, Monte Nuria, Monte Rotondo, Monte Velino, Monte Sirente, Monte Campo, Monte Capraro, Monte Marchetta, Monte Marrone) és Catena Orientale (Monti Reatini, Monti Simbruini, Monti della Meta). A hegyvidéket az Abruzzói-szubappenninek határolják, amelyek fokozatosan lejtenek a tengerpart felé.
A régiót elsősorban rövid, gyors folyású és időszakos folyók szelik át. A legjelentősebb folyók a Pescara és a Sangro, Aterno, Vomano, amelyek vizét elektromos áram előállítására is használják (pl. Bombai-tó). Állóvizeinek nagy része hegyvidéki tengerszem valamint mesterségesen létrehozott gyűjtőtó.
A régió éghajlata az alacsonyabban fekvő területeken mediterrán jellegű: száraz nyarakkal, enyhe telekkel. A hegyvidékeken a telek hosszúak, hidegek, a nyarak enyhék.

## Nevének eredete
Neve a latin „Aprutium” szóból származhat, bár a Római Birodalom idején más neveken ismerték, mint: Picenum, Sabina et Samnium, Flaminia et Picenum vagy Campania et Samnium. A középkorban ismert Aprutium név eredetéről több elmélet is létezik. Lehet, hogy a Praetutium, illetve a Pretutii népnév leromlott változata, akiknek legfontosabb városa Interamnaes, a mai Teramo lehetett. Más etimológiák szerint a „vaddisznó” jelentésű latin aper szóból ered (tehát jelentése „a vaddisznók földje”), vagy a „durva, meredek” jelentésű abruptum szóból. Egy újabb keletű magyarázat szerint: „a Bruttiis”, vagyis a bruttii nép szállásterületétől kezdődő föld.

## Történelem
A terület az ókorban a Római Birodalom része volt. Az 5. században a longobárdok foglalták el. A középkorban a Spoletói Hercegség része volt. 1861 óta Olaszország része.
1963-ig Abruzzi e Molise vagy röviden Abruzzi régió része volt, amely magába foglalta a mai Molise régiót is. A többes számot jelentő „-i” az Abruzzi névben abból az időből származik, amikor a régiót a Két Szicília Királysága közigazgatásában több részre osztották: Abruzzo Citeriore (Közel-Abruzzo) és Abruzzo Ulteriore I és II (Távol-Abruzzo I és II). A Közel és a Távol szavak arra utaltak, hogy az adott terület milyen közel helyezkedett el Nápolytól, a királyság fővárosától. Abruzzo Citeriore a mai Chieti megye. Abruzzo Ulteriore Teramo megye és Teramo megyePescara megye. Abruzzo Ulteriore II ma L’Aquila megye.

## Közigazgatás

Abruzzo megyéi

Abruzzo területe négy megyére van osztva: 
- Chieti (Provincia di Chieti)
- L’Aquila (Provincia di L’Aquila)
- Pescara (Provincia di Pescara)
- Teramo (Provincia di Teramo )

## Népessége
A népsűrűség – annak ellenére, hogy az utóbbi évtizedekben növekedett – még mindig az országos átlag alatt van (2008-ban 123,4 fő/km²). Megyei szinten a legsűrűbben Pescara megyét lakják (260,1 fő/km²), míg a leggyérebben L’Aquila megyét (61,3 fő/km²), noha ez utóbbinak a területe a legnagyobb a négy megye közül. A 20. század elején a többi dél-olaszországi régióhoz hasonlóan, Abruzzóra is a szegénység miatti kivándorlás volt a jellemző. A demográfiai csökkenés az 1980-as években fordult át ismét növekedésbe, amikor megindult a harmadik világbeli bevándorlók érkezése. Az olasz statisztikai hivatal adatai szerint ma a népesség 4,5%-át alkotják a bevándorlók. A legtöbben Albániából, Marokkóból és Romániából érkeztek.
A régió természetföldrajzi viszonyai miatt egy belső népességvándorlás is volt, mégpedig a hegyvidékek felől a tengerpart felé, ami azt eredményezte, hogy mára szinte az egész tengerparti síkság urbanizálódott. E népességvándorlás következménye a hegyvidéki települések lakosságának elöregedése és elszegényedése.
A legnépesebb városok (2007. december 31-es adatok alapján):
| Város                | Népesség (fő) | Megye    | Terület (km²) |
| -------------------- | ------------- | -------- | ------------- |
| Pescara              | 123 103       | Pescara  | 33,62         |
| L’Aquila             | 72 913        | L’Aquila | 466,87        |
| Teramo               | 54 926        | Teramo   | 151           |
| Chieti               | 54 903        | Chieti   | 58            |
| Montesilvano         | 47 695        | Pescara  | 23            |
| Avezzano             | 41 027        | L’Aquila | 104,05        |
| Vasto                | 39 005        | Chieti   | 70            |
| Lanciano             | 36 570        | Chieti   | 66            |
| Sulmona              | 25 327        | L’Aquila | 58,33         |
| Roseto degli Abruzzi | 24 533        | Teramo   | 52            |
| Francavilla al Mare  | 24 043        | Chieti   | 22            |
| Ortona               | 23 801        | Chieti   | 70            |
| Giulianova           | 23 216        | Teramo   | 27            |
| San Salvo            | 18 646        | Chieti   | 36            |
| Spoltore             | 17 711        | Pescara  | 36            |

## Látnivalók
- természeti látnivalók:
  - Majella Nemzeti Park

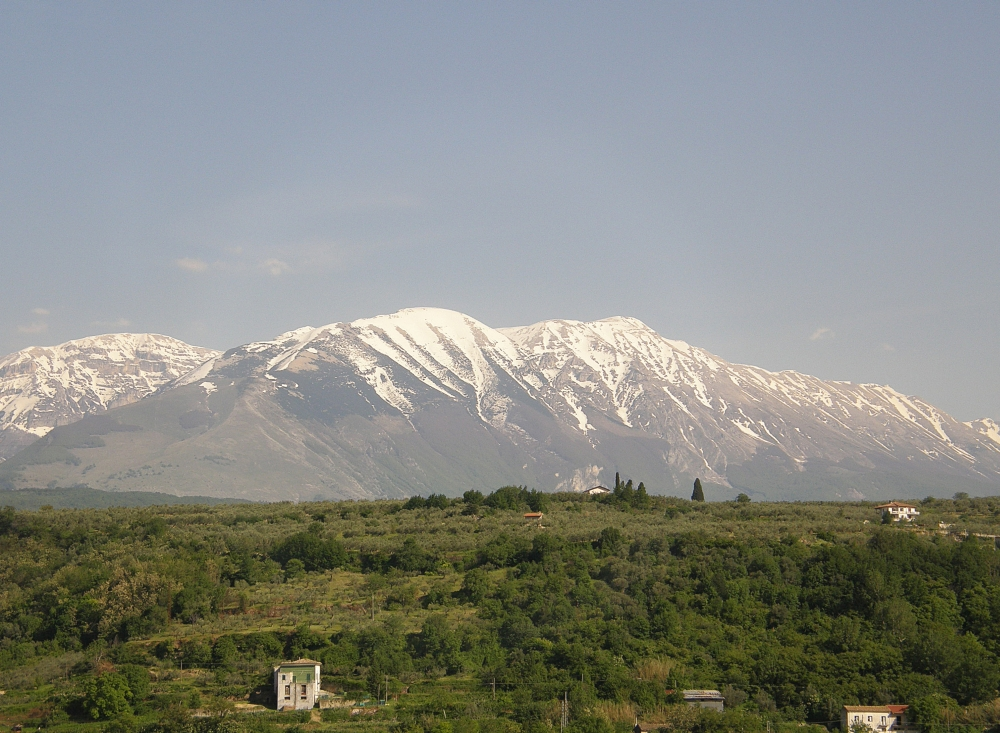
Táj a Majella Nemzeti Parkban

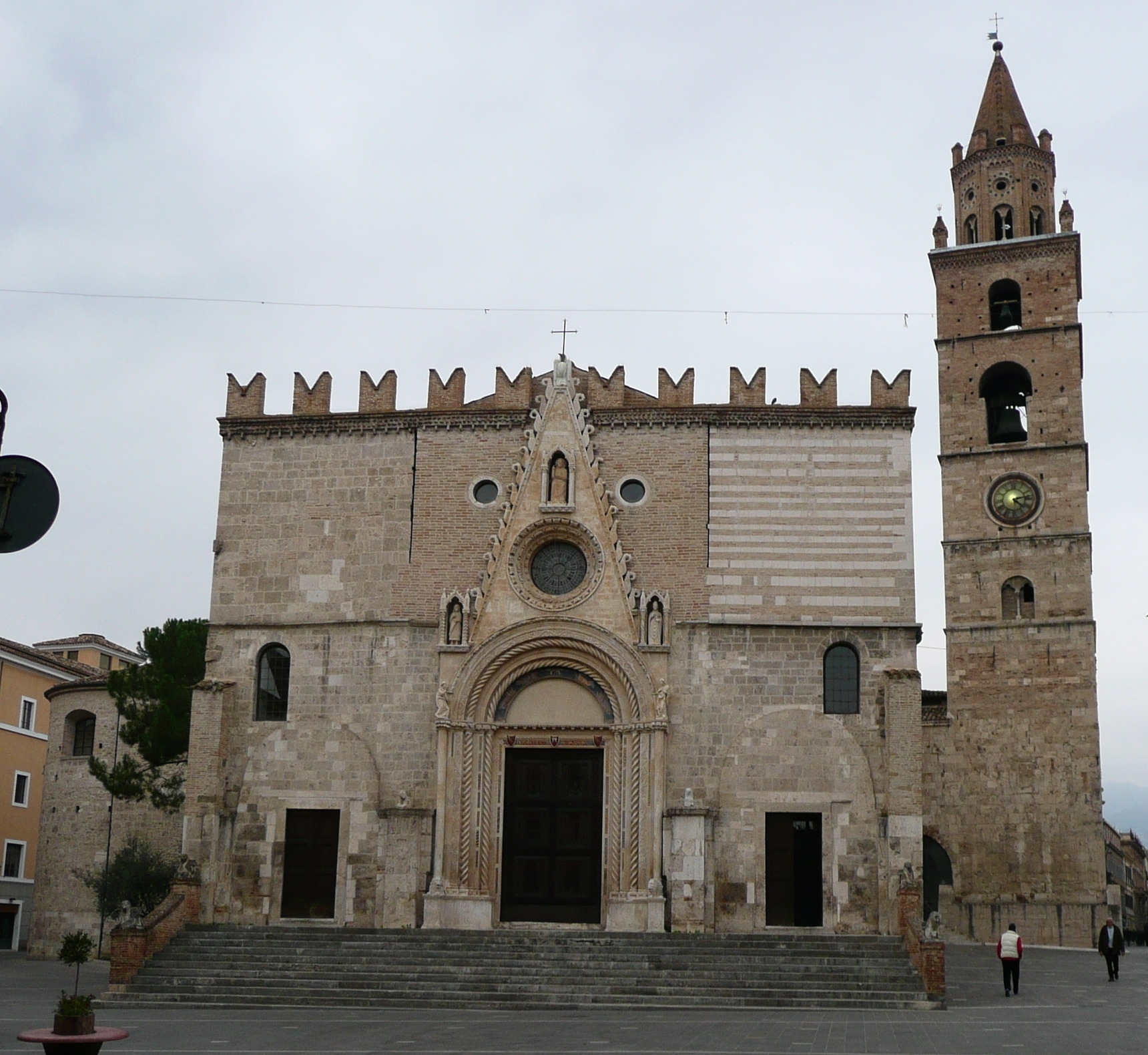
A teramói dóm főhomlokzata

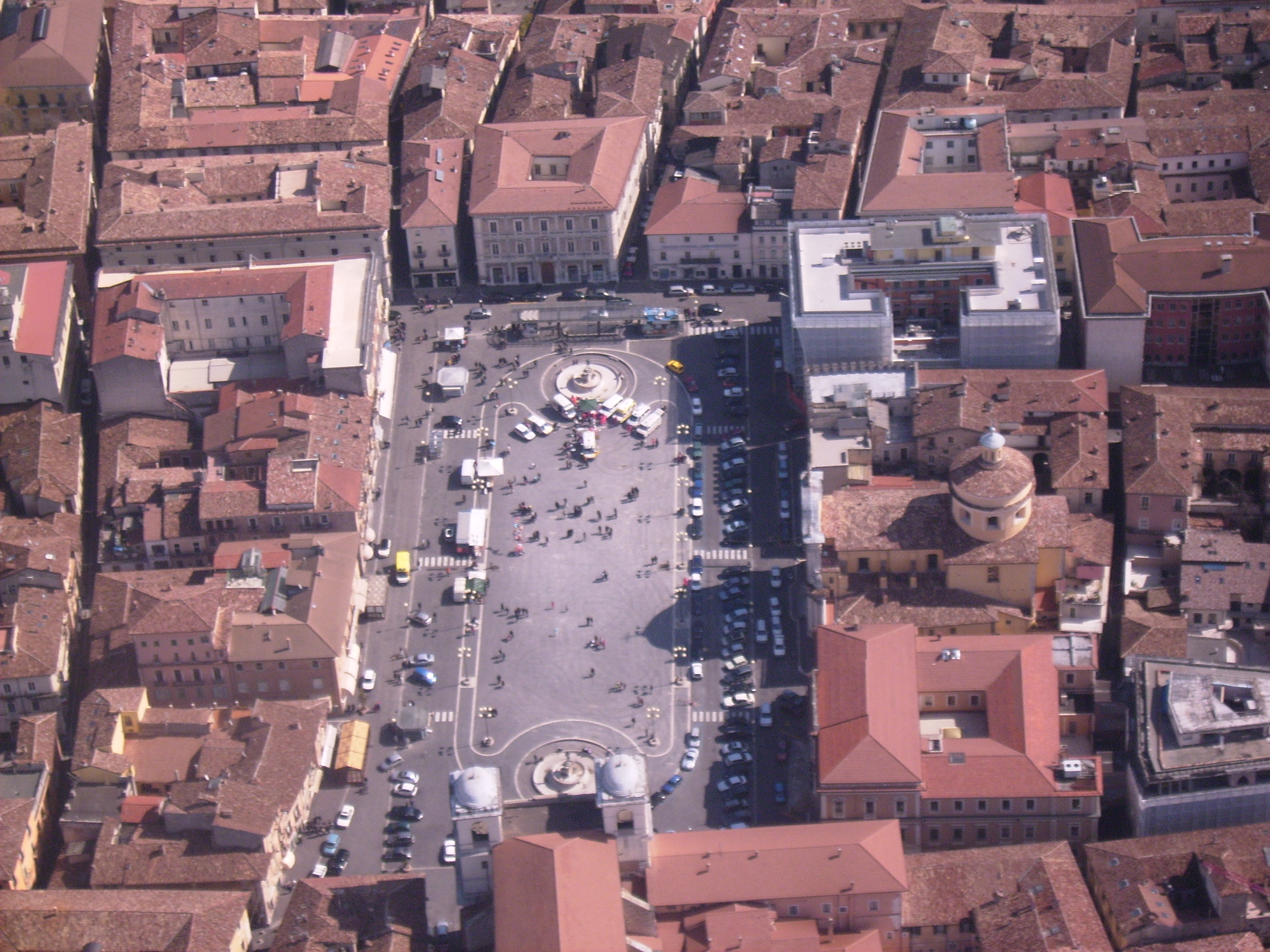
L’Aquila központja

  - Gran Sasso - Monti della Laga Nemzeti Park
- kulturális helyszínek:
  - L’Aquila belvárosa
  - Chieti óvárosa és bazilikája
  - Crecchio erődje
  - Lanciano óvárosa
  - az ókori Histonium régészeti emlékei Vastóban
  - Manoppello óvárosa
  - Nocciano óvárosa
  - Penne óvárosa és középkori falrendszere
  - Pescara belvárosa
  - Sant’Eufemia a Maiella botanikus kertje
  - Spoltore erődje
  - Cappelle sul Tavo termálfürdői
  - Teramo belvárosa
  - Atri óvárosa
  - Giulianova óvárosa
  - Civitella del Tronto erődje
  - Campli óvárosa és Régészeti Múzeuma
  - Castelli kerámiamanufaktúrái
- tengerparti üdülőhelyek:
  - Alba Adriatica
  - Tortoreto
  - Roseto degli Abruzzi
  - Pineto
  - Silvi

## Gazdaság
Hagyományosan Abruzzót Dél-Olaszországhoz (Mezzogiorno) sorolják, viszont gazdasági szempontból sikerült kiemelkednie a déli régiókat sújtó gazdasági elmaradottságból. Az 1950-es évek óta Abruzzo gazdasága fokozatosan növekszik, ennek jele, hogy 1971-re az egy főre eső jövedelem már elérte az észak-olaszországi régiók 65%-át. Ez a szám 1994-re 76%-ra növekedett és ezáltal Abruzzo élenjáró lett a déli régiók között az egy főre eső jövedelem terén. A gazdasági fellendülést elősegítette a Teramót és Pescarát Rómával összekötő autópályák megépítése is. Vezető gazdasági ágazatként a mezőgazdaság helyét az ipar vette át. A régió gazdasági életében fontos szerepet játszik a finommechanika, a járműgyártás és a telekommunikáció. Az ipari infrastruktúra elsősorban a Pescara, Trigno és Sangro folyók völgyében levő településeken, illetve a tengerparti övezetben koncentrálódik.
Abruzzo gazdaságának fontos szereplője a turizmus. A régió vonzerejét a számos középkori vára és kastélya adja, valamint az Appenninekben kialakított sípályák, amelyek minőségileg az alpesiekhez hasonlíthatók. A régió homokos tengerpartján számos üdülőváros épült ki.

## Közlekedés
A régió legjelentősebb útvonala az Adriai-tenger partjával párhuzamosan futó A14-es (Bologna–Taranto) autópálya. Ezzel párhuzamosan vasútvonal is fut. Az A24-es autópálya köti össze Teramót Rómával, érintve L’Aquila városát is. Az A25-ös autópálya a régión belül fut, összekötve Torano Nuovót Avezzanóval és Pescarával. A régiót átszeli továbbá az SS5 Tiburtina Valeria (Róma–Avezzano–Pescara), SS16 Adriatica (Otranto–Pescara–Padova). SS17 (Antrodoco–L’Aquila–Foggia), SS578 (Rieti–Marsica) és az SS652 (fondo Valle Sangro–Cerro al Volturno) országút.
A régiót átszelő vasútvonalak közül a legjelentősebb az Adriai-tenger partjával futó vonal. További vasútvonalak kötik össze Pescarát Rómával, Avezzano érintésével. Nápolyba Sulmona és Castel di Sangro érintésével vezet vasútvonal. Egyéb vonalak: Sulmona–L’Aquila–Rieti–Terni, Avezzano–Sora–Roccasecca, Lanciano–Castel di Sangro, Teramo–Giulianova.
A régió repülőterei:
- Abruzzói repülőtér
- L’Aquila–Preturo repülőtér(wd)

A legnagyobb kikötő Pescara, innen rendszeresen indulnak járatok más olasz városokba, valamint Horvátországba és Görögországba is.

## Híres abruzzóiak
- Marco Appicciafuoco(wd), szobrász
- Costantino Barbella(wd), szobrász

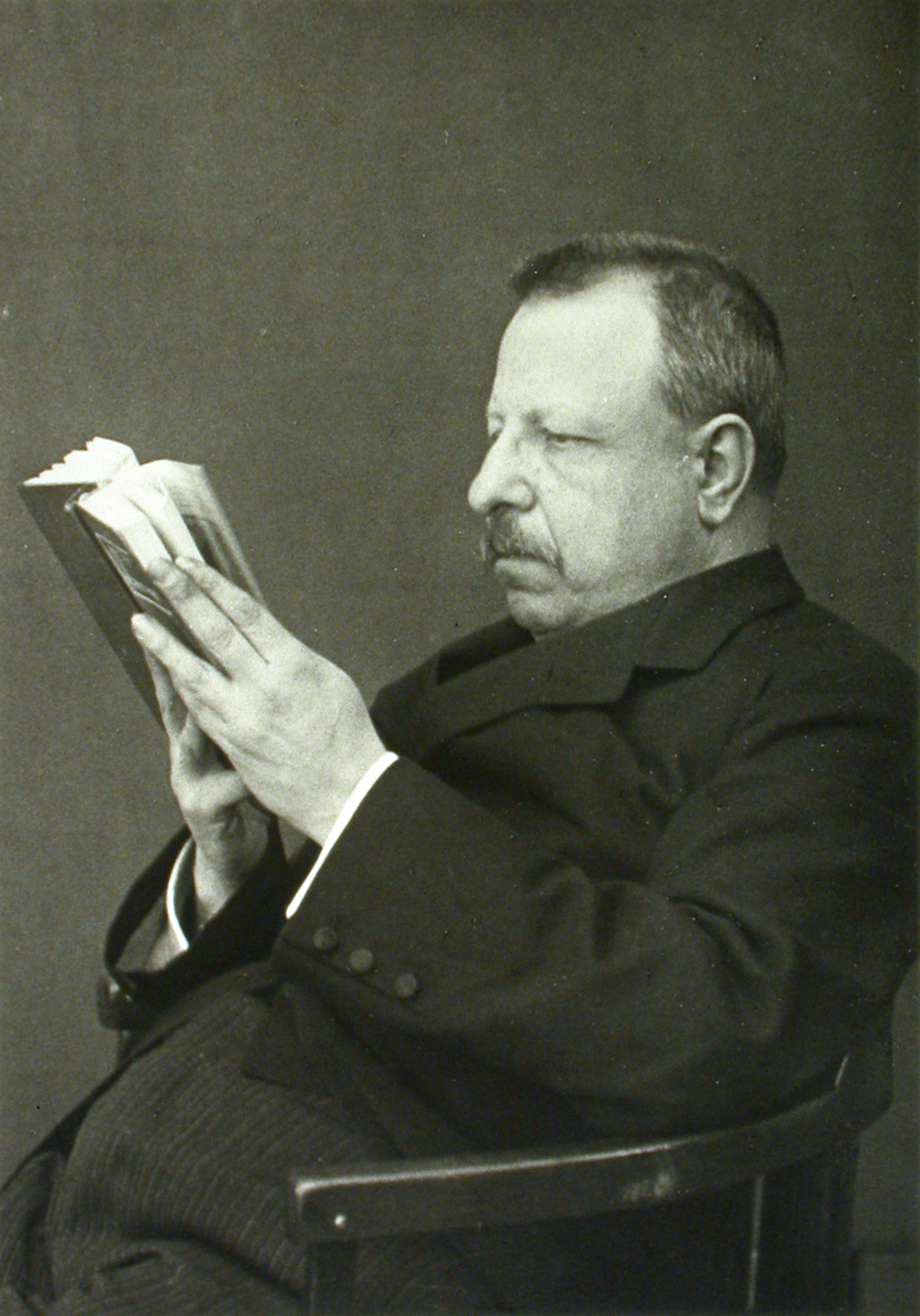
Benedetto Croce

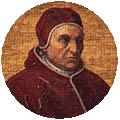
VII. Ince pápa

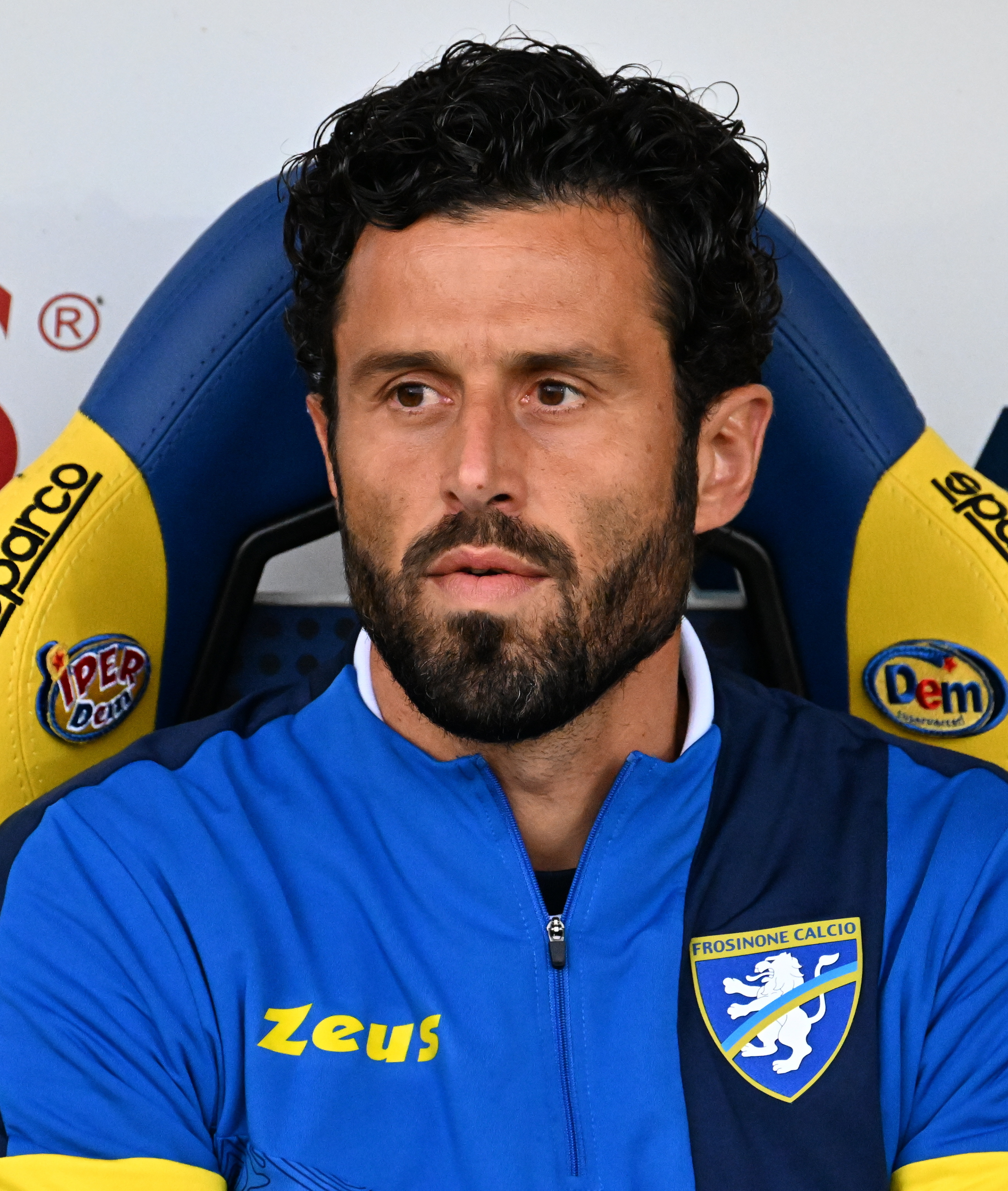
Fabio Grosso

- Berardo da Pagliara(wd), püspök, Teramo védőszentje
- Giovanni Bernardini(wd), író
- Bernardino da Fossa(wd), ferences történész és aszkéta író
- Laudomia Bonanni(wd), írónő
- Giovan Battista Boncori(wd), festő
- Adolfo Borgognoni(wd), költő és irodalomkkritikus
- Giuseppe Capograssi(wd), filozófus
- Caracciolo Szent Ferenc, katolikus szent
- Nazzareno Carusi(wd), zenész
- Pompeo Cesura(wd), festő
- Vincenzo Cerulli(wd),  csillagász és matematikus
- Giovanni Chiarini(wd), felfedező
- Giovanni Chiodi, festő
- Alessandro Cicognini, zeneszerző
- Ottavio Colecchi, filozófus
- Benedetto Croce, író, filozófus
- Gabriele D’Annunzio, író, költő
- Annibale De Gasparis, csillagász és matematikus
- Pietro De Laurentiis, szobrász
- Tony Del Monaco, énekes
- Davide Ferrari, költő
- Fabio Grosso, labdarúgó
- VII. Ince pápa
- Andrea Iannone, motorversenyző
- Valerio Laccetti, festő
- Guido Montauti, festő
- Domenico Morfeo, labdarúgó
- Nduccio, zenész, humorista
- Publius Ovidius Naso, római költő
- Massimo Oddo, labdarúgó
- Polidoro da Lanciano, festő
- Caius Asinius Pollio, római politikus
- Francesco Paolo Tosti, zeneszerző
- Jarno Trulli, autóversenyző
- Nicoletto Vernia, filozófus
- Pietro Zardini, színész
- Luciano Zauri, labdarúgó

## Galéria

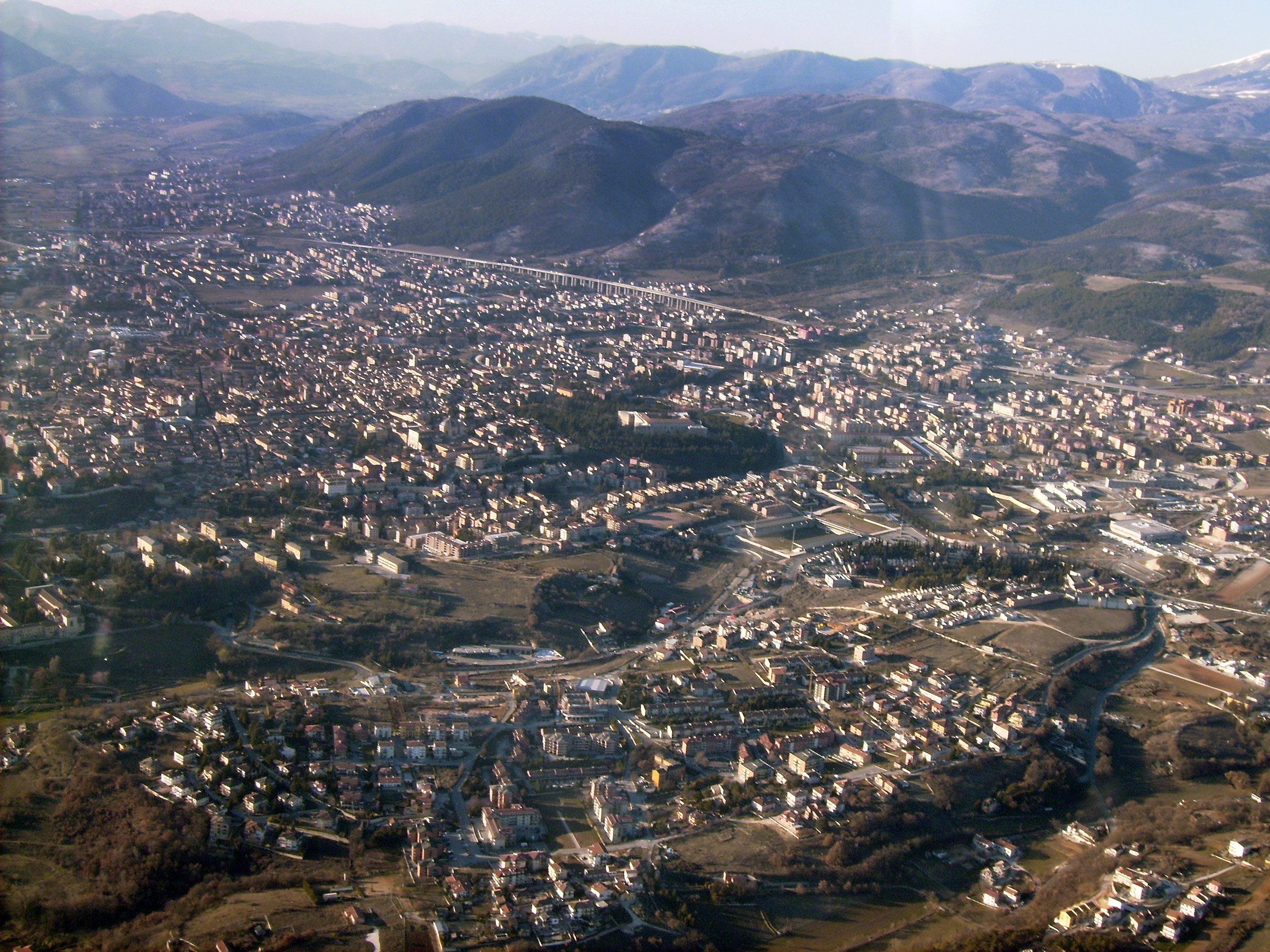
L’Aquila a levegőből

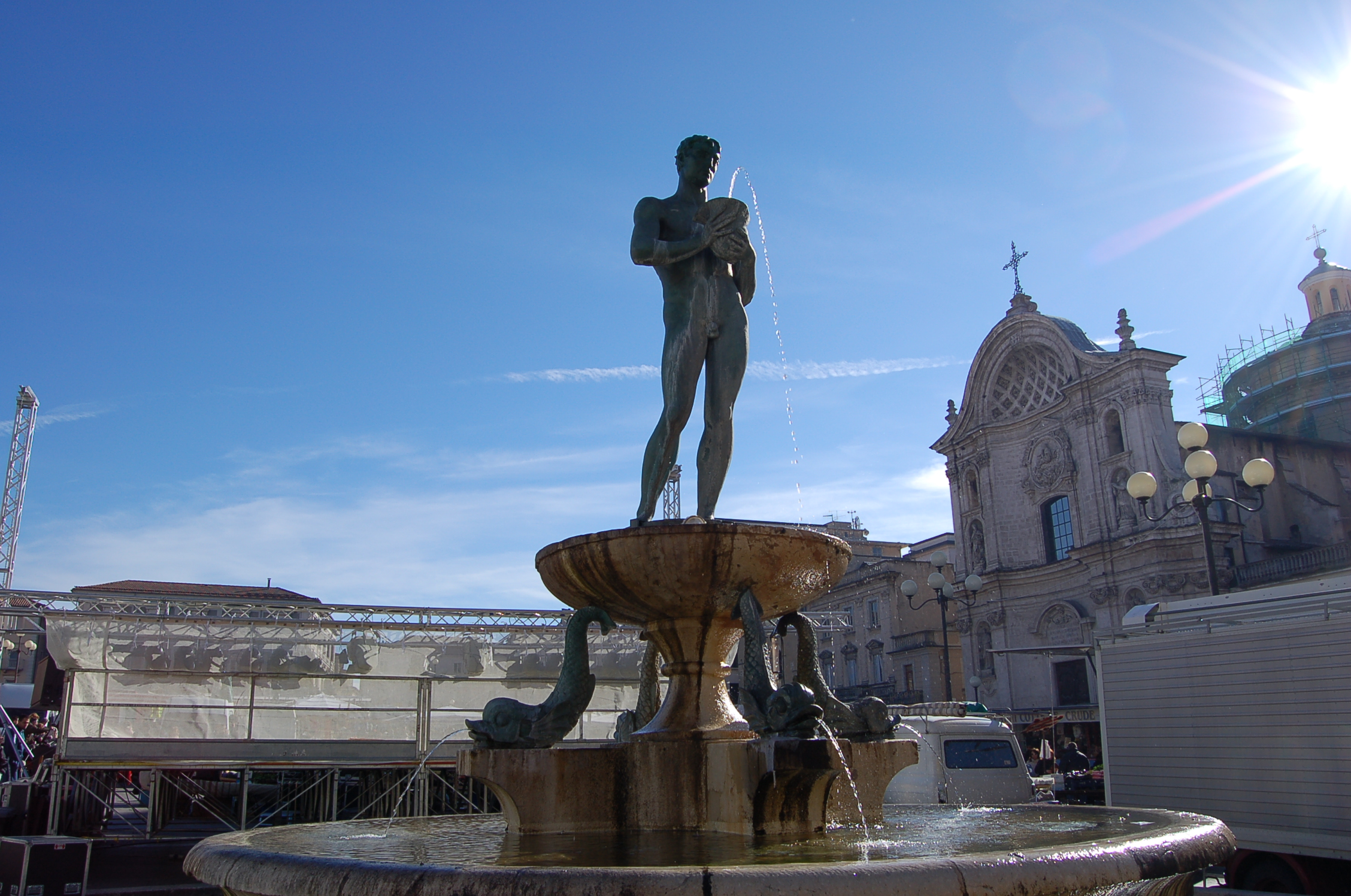
L’Aquila központja, a Piazza Duomo
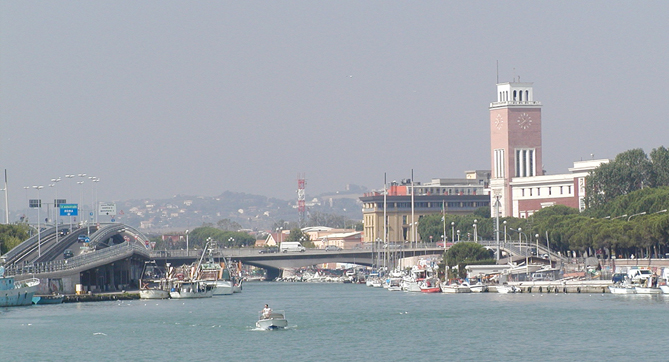
Pescara látképe
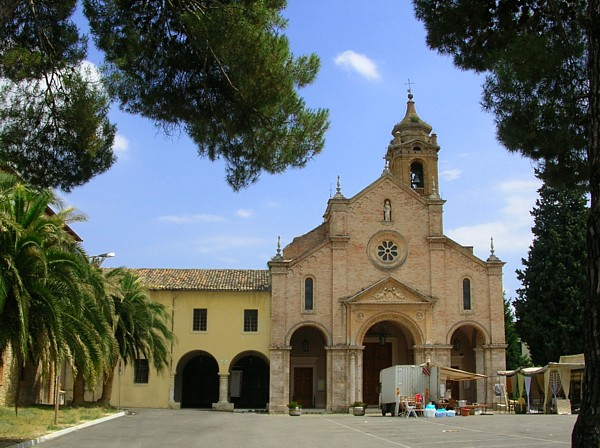
Teramo látképe
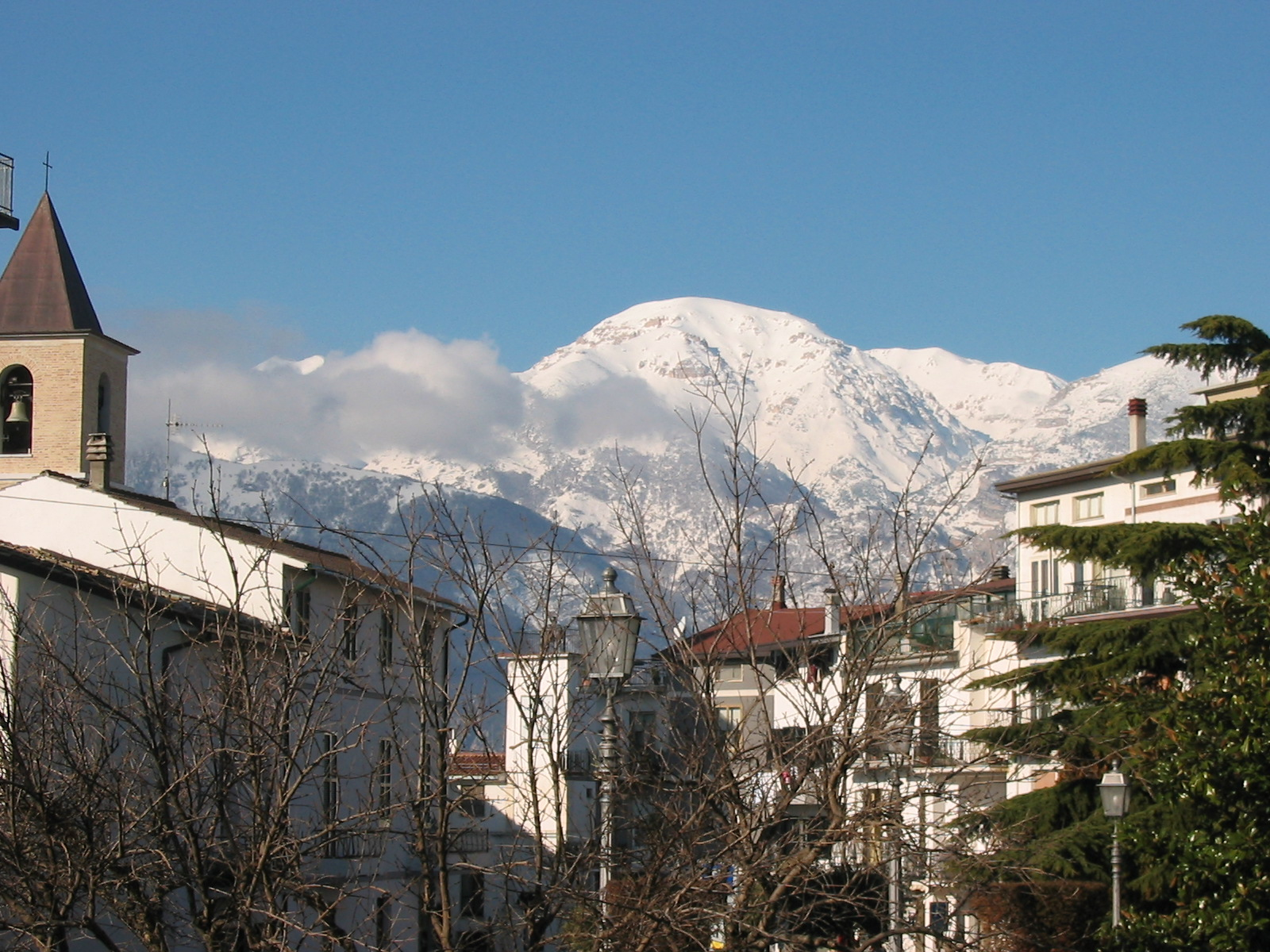
Az Appenninek Gessoplenából nézve
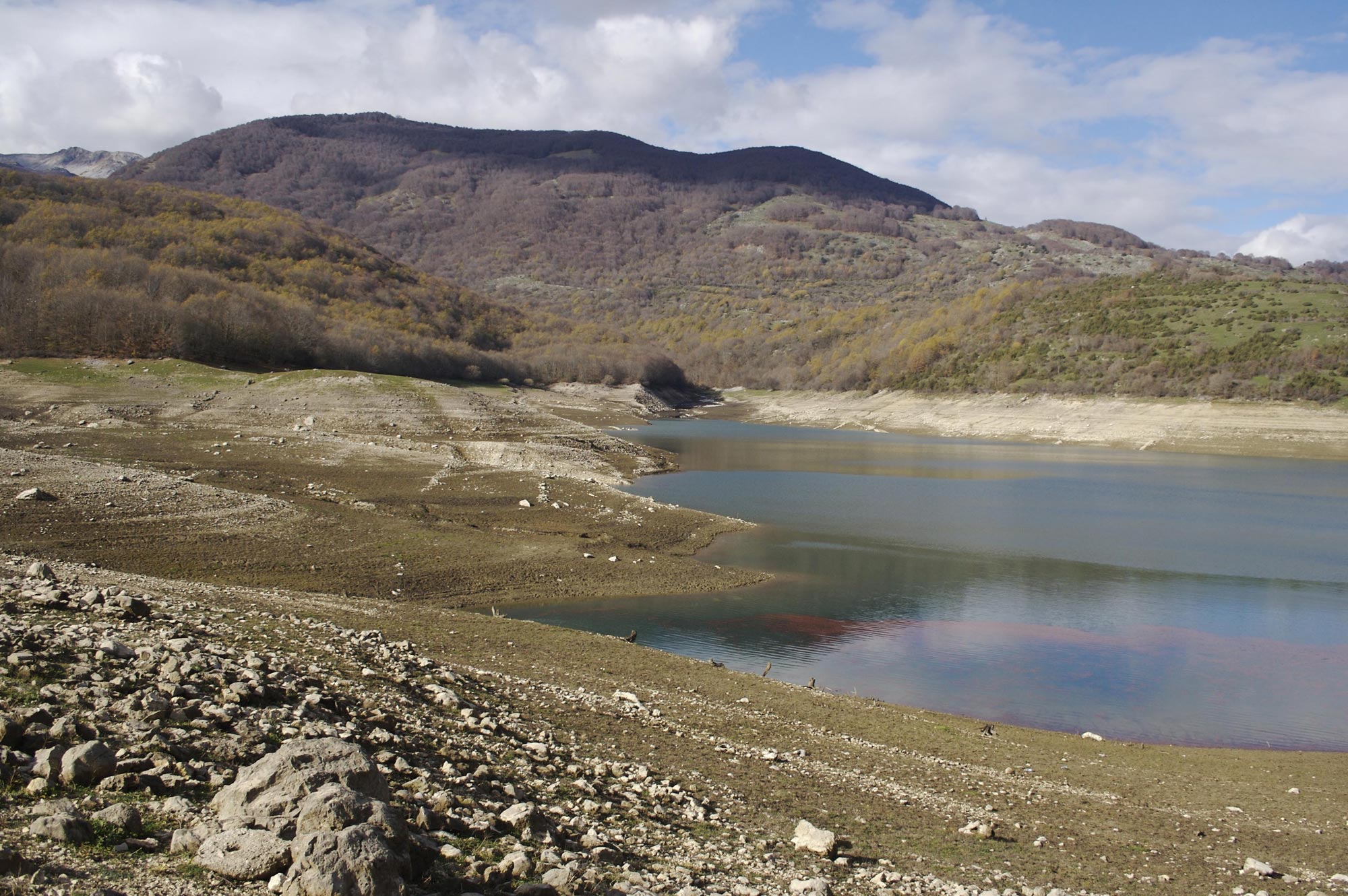
Hegyvidéki táj
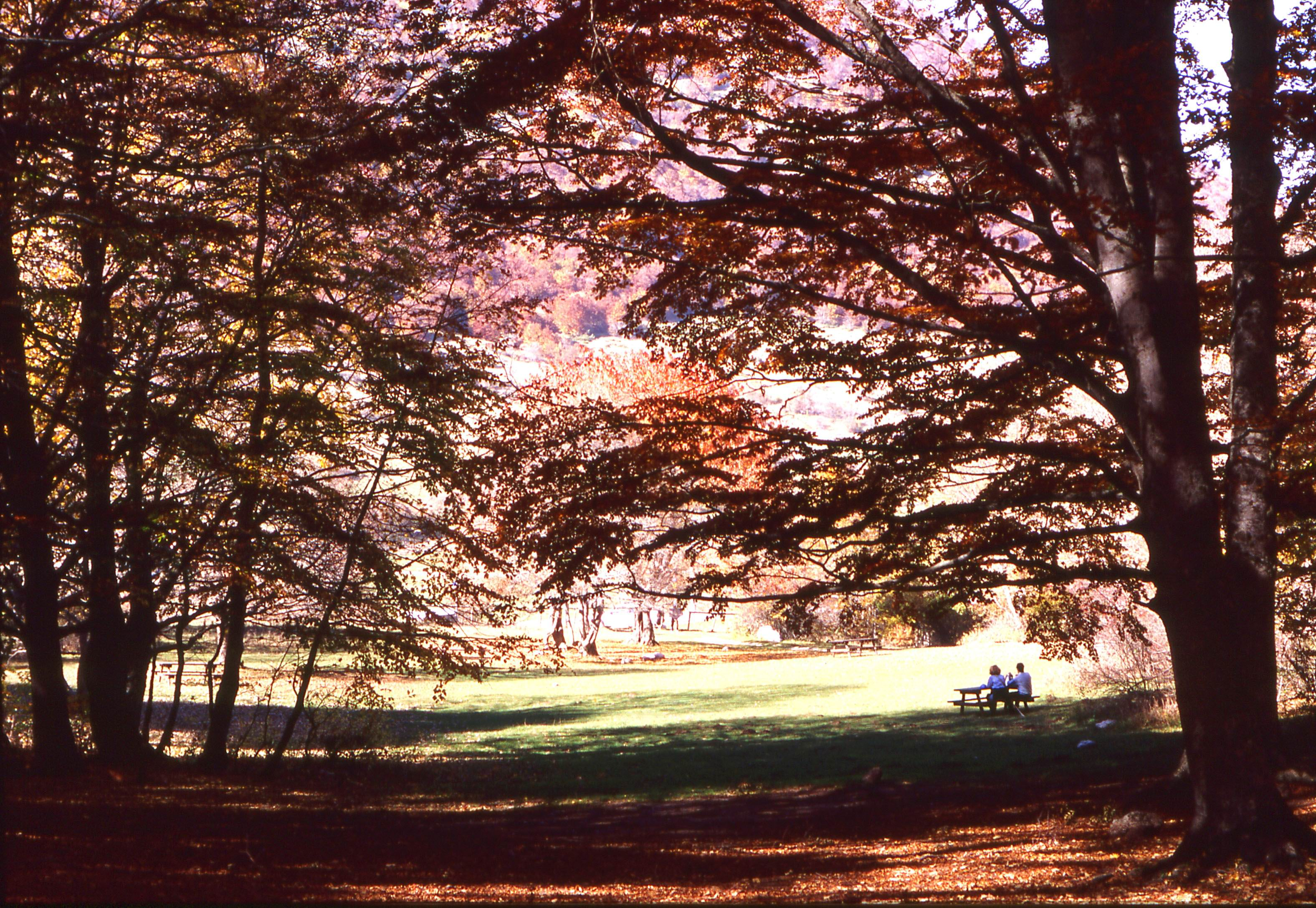
Hegyvidéki táj
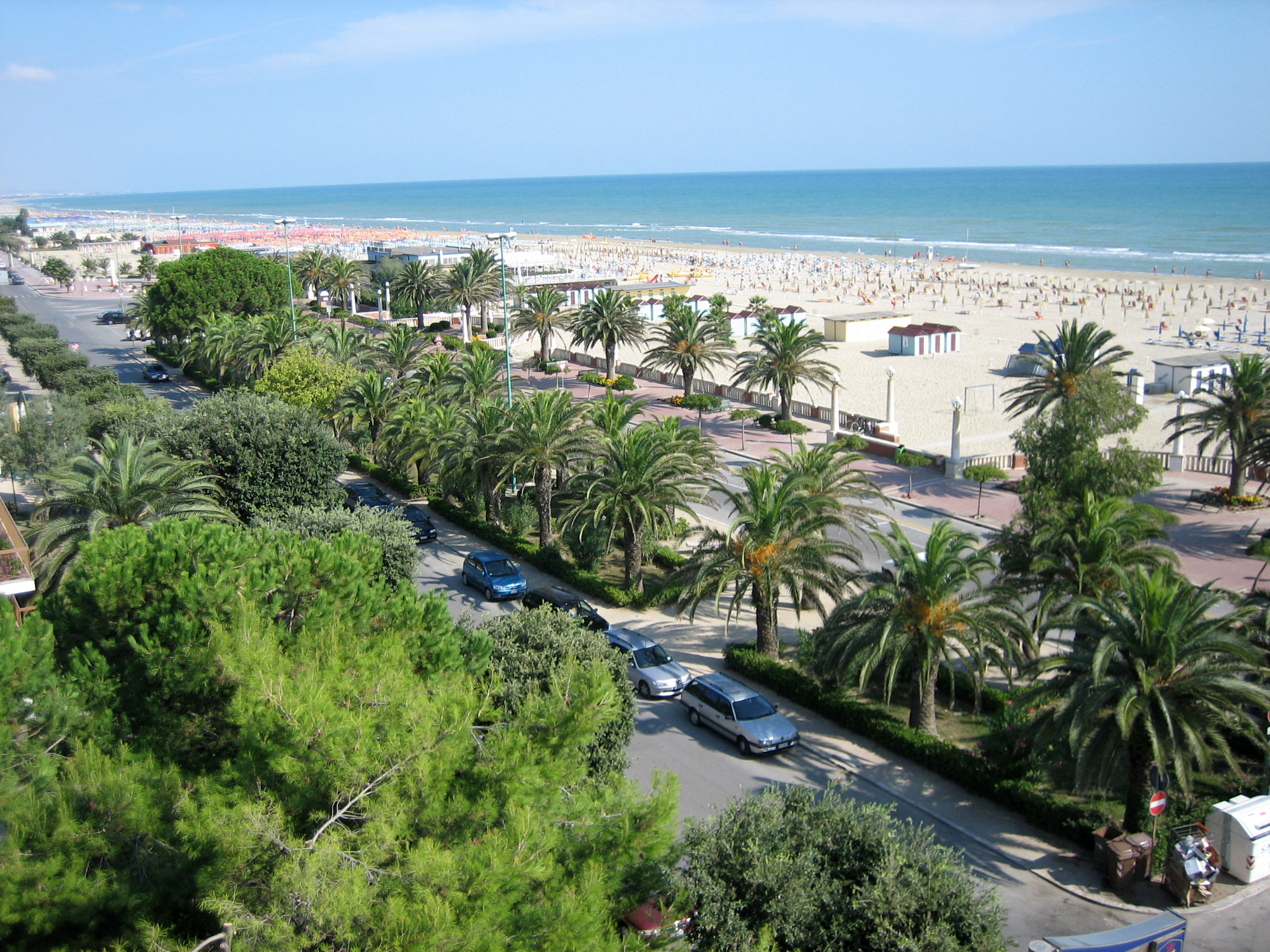
A giulianovai tengerpart
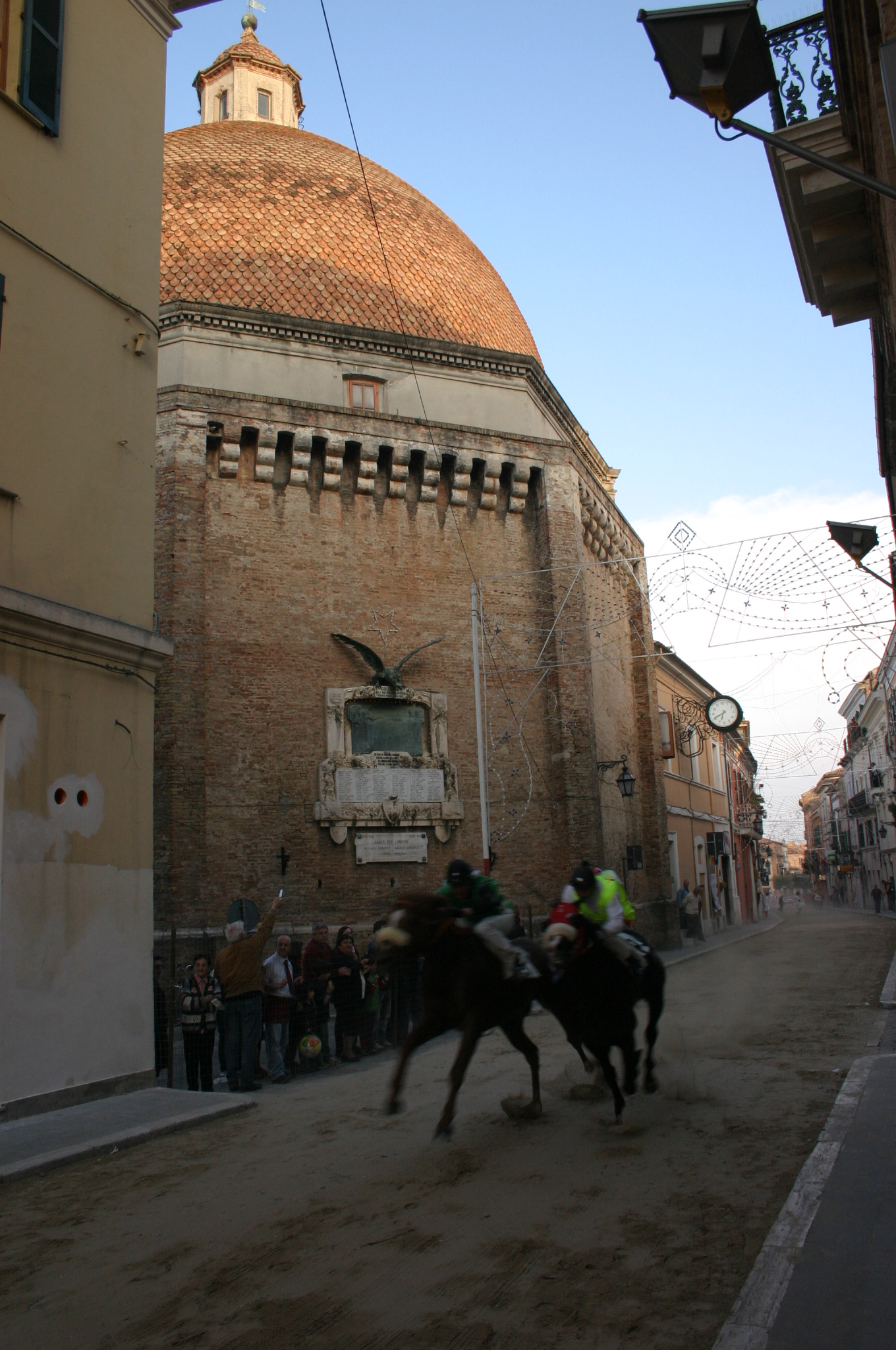
A giulianovai dóm